# Râmnicu Sărat
Râmnicu Sărat este un municipiu în județul Buzău, Muntenia, România. Are o populație de 33.843 de locuitori (potrivit recesământului din 2021). Aflat în extremitatea nordică a județului, orașul a apărut în secolul al XV-lea și a fost în secolele al XIX-lea–al XX-lea reședința județului Râmnicu Sărat. Numele orașului Râmnic provine din slavul „rîba”, a derivat „Rîbnic”, s-a trecut la Slam Rîmnic și apoi la numele actual de Râmnicu Sărat.

## Geografie

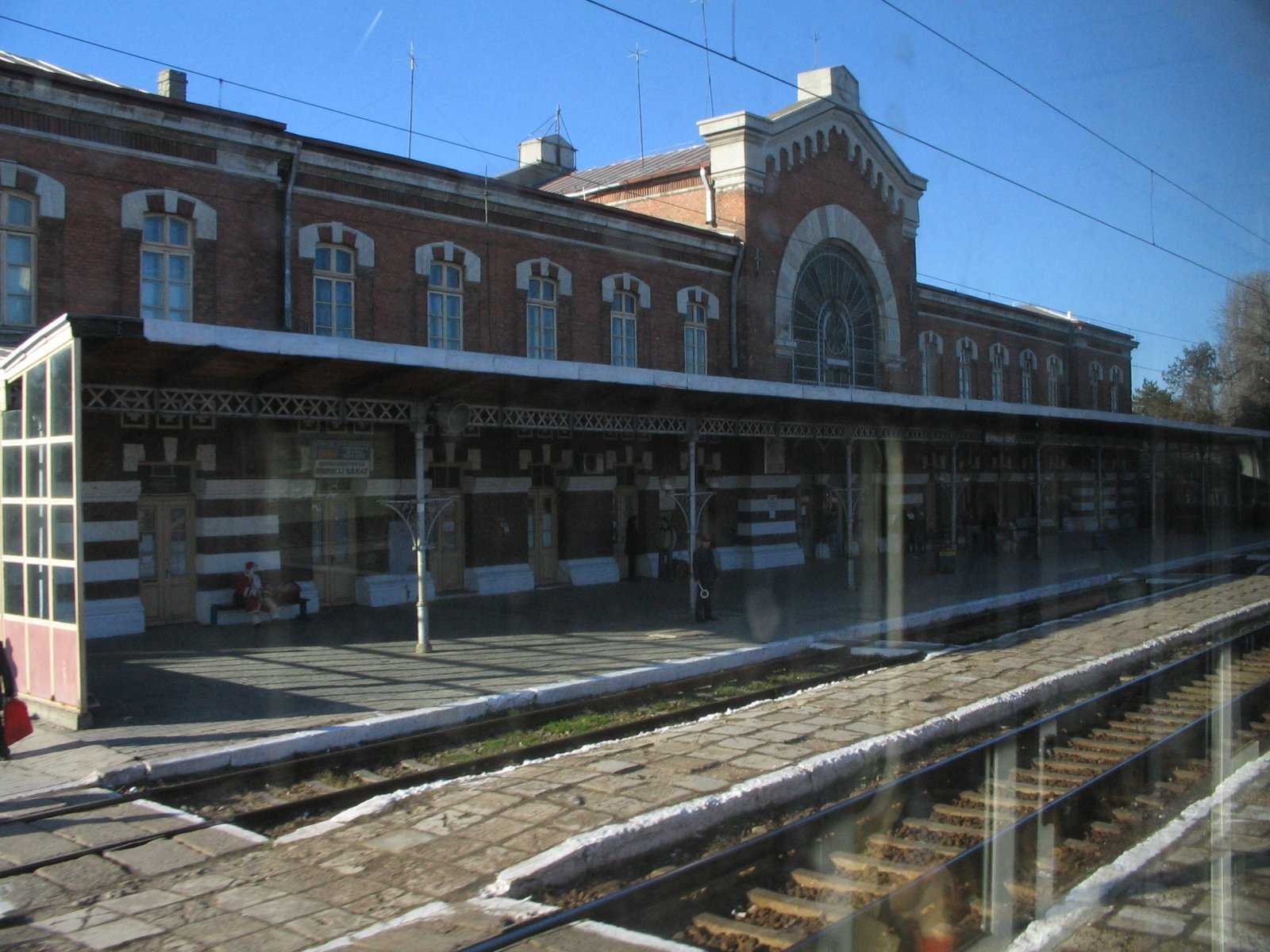
Gara Râmnicu Sărat, construită între anii 1893-1898.

Orașul se află în nordul Munteniei și al județului Buzău, pe malul stâng al râului cu același nume. Pe lângă oraș trece autostrada A7 care leagă Buzăul de Focșani, pe care este deservit de nodul Râmnicu Sărat. Nodul se descarcă în DN22, care duce spre est către Brăila și mai departe spre Tulcea și Constanța. Înspre vest, DN22 duce spre zona nordică a orașului, unde se termină în DN2, vechiul drum între Buzău și Focșani. Tot din DN22, se ramifică și DJ202 (șosea județeană) care duce din oraș în aval de-a lungul râului Râmnicu Sărat către localitățile învecinate.
Prin Râmnicu Sărat trece și calea ferată Buzău–Mărășești, orașul fiind deservit de Gara Râmnicu Sărat, proiectată de arhitectul Nicolae Michăescu.

## Istorie
Cea mai veche mențiune documentară a numelui de „Râmnicu Sărat” descoperită până acum, datează din 8 septembrie 1439. Este vorba despre un privilegiu comercial acordat de domnitorul muntean Vlad Dracul negustorilor poloni, ruși și moldoveni, în care se precizează că „liovenii plătesc prima vamă la Râmnicu Sărat, doi florini ungurești de căruță încărcată, apoi dau și celelalte vămi”, referire care poate fi însă despre râu. Ca oraș apare pentru prima dată atestat în 1474.

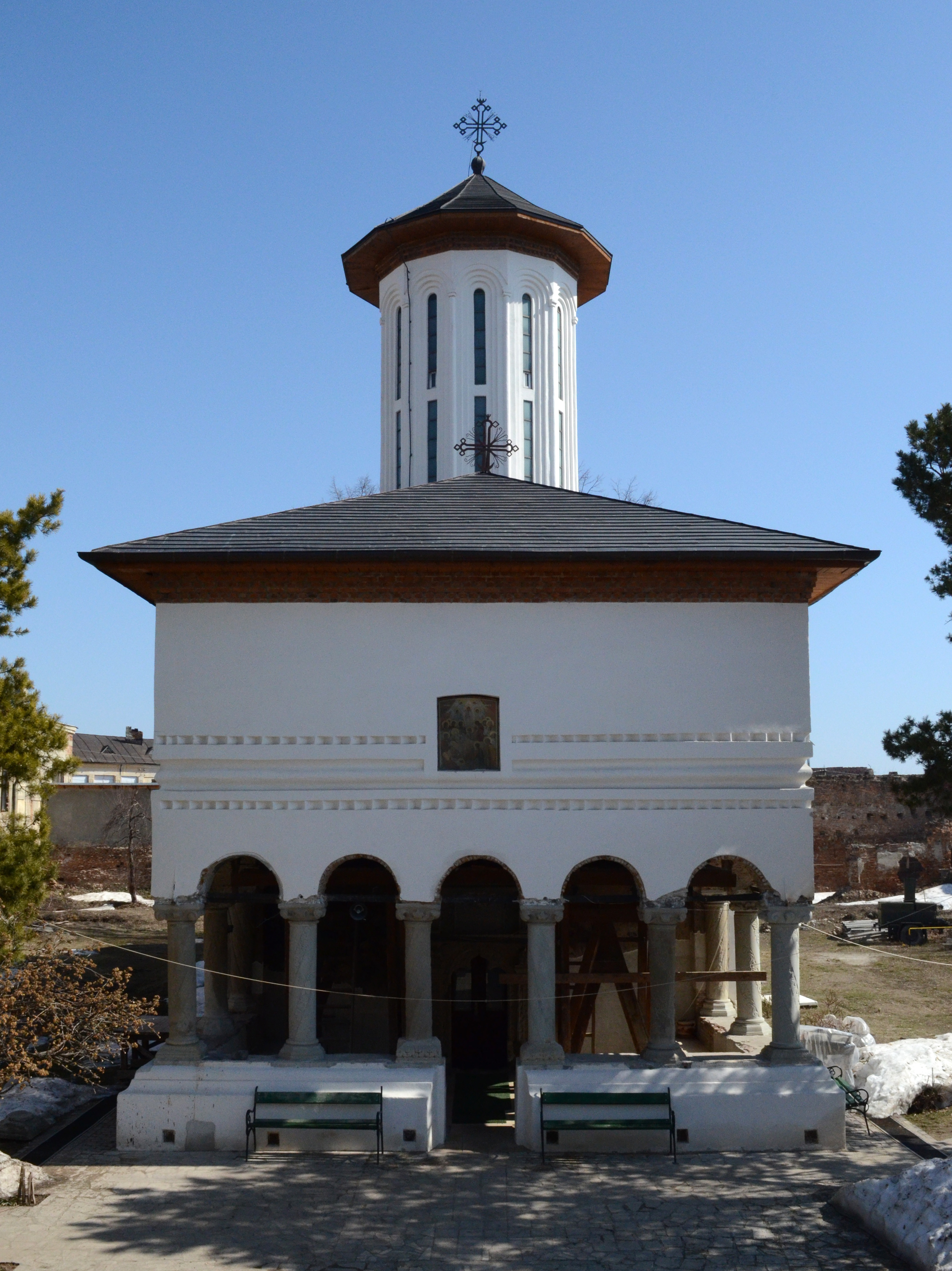
Biserica "Adormirea Maicii Domnului", zidită de Constantin Brâncoveanu în 1697.

La sfârșitul secolului al XIX-lea Râmnicu Sărat era reședința județului cu același nume (începând cu 1862, când aceasta s-a mutat aici de la Focșanii Munteni) și avea o populație de 13.134 de locuitori. Ca unități de învățământ, în oraș funcționau gimnaziul "V. Boerescu", deschis în 1889, precum și 2 școli primare urbane de băieți, 2 de fete, o școală rurală mixtă și două școli private.
Alimentarea cu apă punea probleme, deoarece râul Râmnicul Sărat care curgea pe lângă oraș avea apă sărată, nepotabilă. Apa de băut era adusă prin conducte de la Răducești și era distribuită prin intermediul a 12 cișmele. Din punct de vedere administrativ, orașul era împărțit în trei culori: Roșu (care ocupa centrul vechi, denumit Vatra Orașului), Galben la sud (mahalalele Pităreasca și Erculești) și Albastru la nord (mahalaua Sf. Nicolae).
Dintre cele opt biserici ortodoxe consemnate în Marele Dicționar Geografic al României, cea mai veche era cea legată de prima atestare documentară a orașului, din timpul ocupației moldovenești a Râmnicului în vremea luptelor dintre Ștefan cel Mare și Radu cel Frumos, în 1474. Biserica "Piatra", pe locul căreia se află astăzi Biserica Sf.Parascheva. Cu toate acestea, biserica principală era însă Biserica Adormirea Maicii Domnului, zidită de Constantin Brâncoveanu și spătarul Mihail Cantacuzino în 1697. Alte biserici vechi și importante din oraș erau Biserica „Sfinții Voievozi” - Câța, zidită în 1765, biserica "Robeasca", zidită în 1784 de biv-vel-pitar Asanache Nicolescu, și biserica "Bagdat", zidită de Dumitrașcu Bagdat în 1753 și reparată în 1870 de un strămoș al său, biserică ce întreținea și un spital.
În 1925 orașul Râmnicu Sărat își păstrase statutul de reședință de județ, fiind în același timp și reședința plășii Orașul din cadrul acestuia. Populația sa crescuse la 14.535 de locuitori.
În 1950 județul Râmnicu Sărat s-a desființat, iar orașul a căpătat statut de oraș regional și reședință a raionului Râmnicu Sărat din cadrul regiunii Buzău și apoi (după 1952), din cadrul regiunii Ploiești.
În perioada comunistă a funcționat închisoarea Râmnicu Sărat, comandată de maiorul Alexandru Vișinescu. Aici au fost deținuți o serie de personalități importante din politica românească, între care Ion Mihalache, Ion Diaconescu sau Corneliu Coposu. Închisoarea a fost desființată în anul 1963, iar comandantul Vișinescu a fost transferat la Ploiești.
În 1968 Râmnicu Sărat a pierdut rolul de centru administrativ, fiind inclus în județul Buzău. În anul 1994 orașul Râmnicu Sărat a fost declarat municipiu.

Râmnicu Sărat în Primul Război Mondial
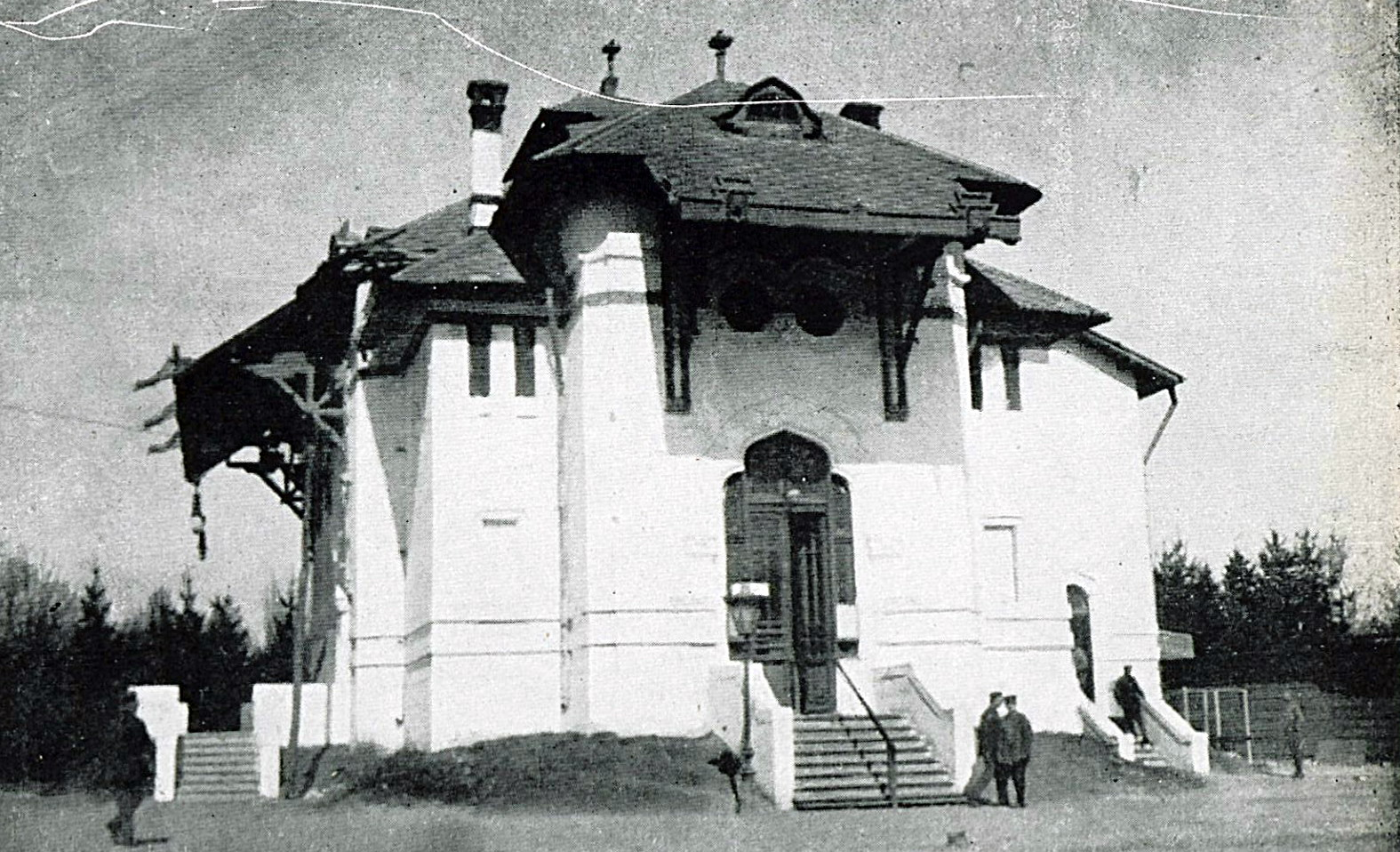
Teatrul orășenesc
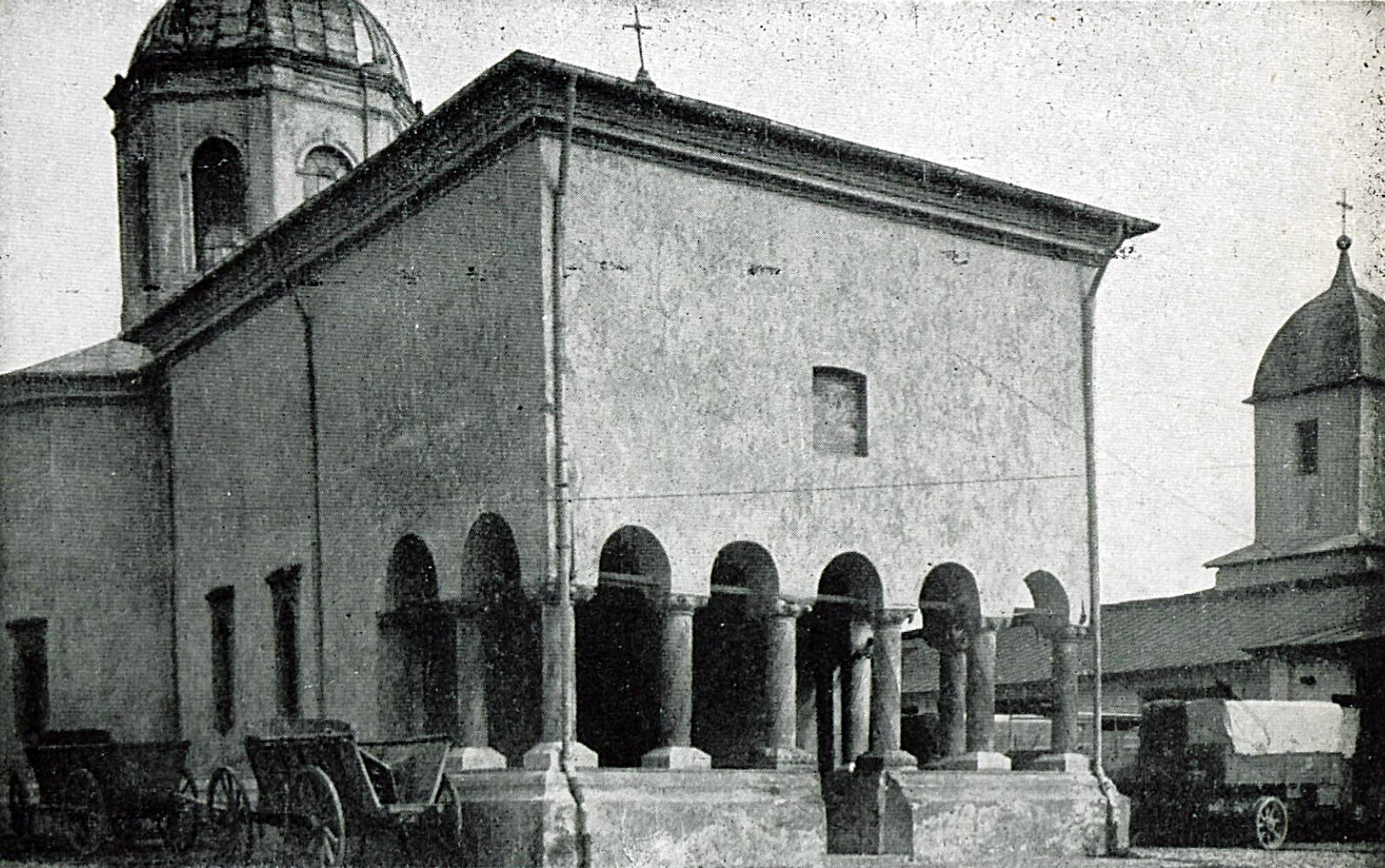
Biserica "Adormirea Maicii Domnului"
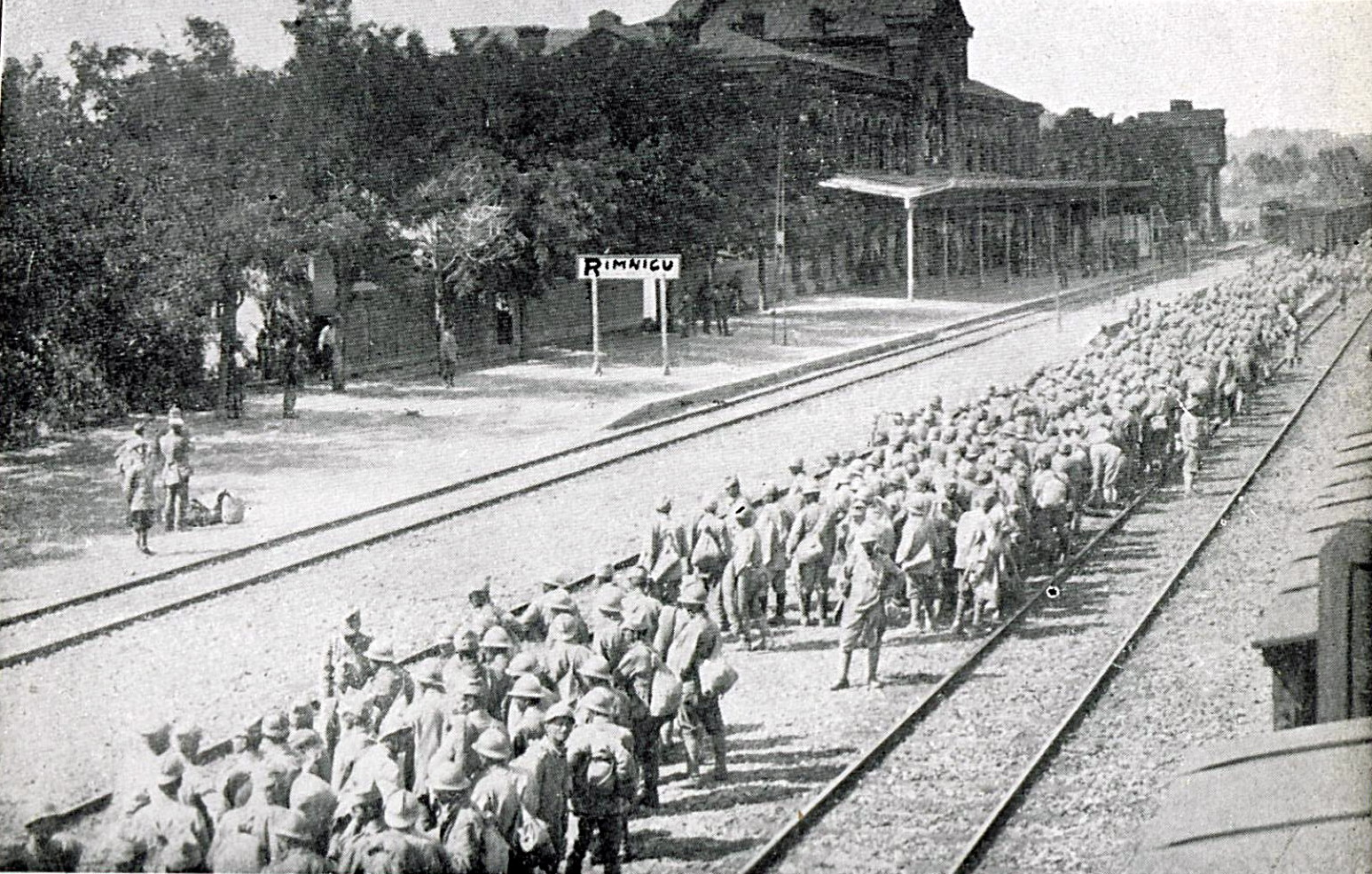
Gara
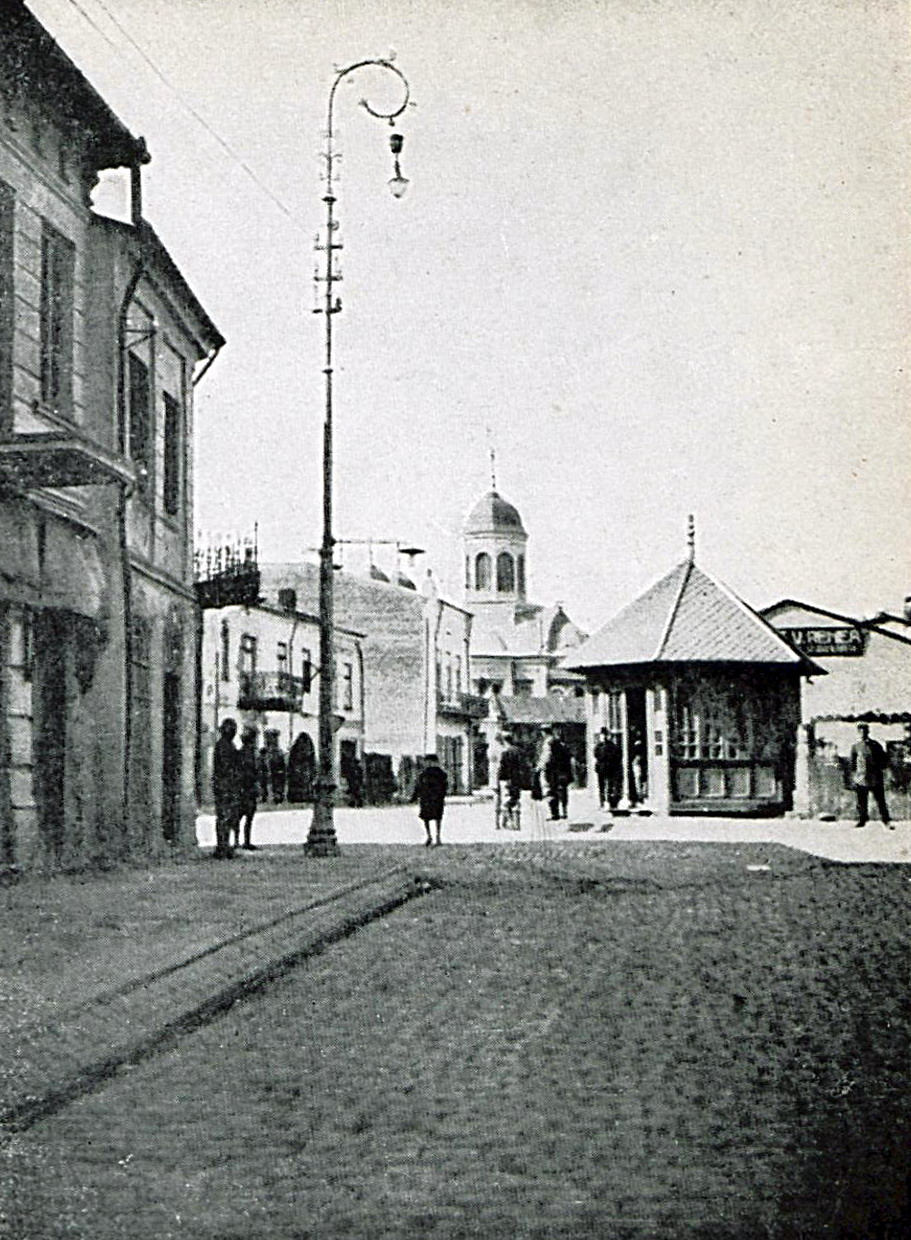
Strada Victoriei
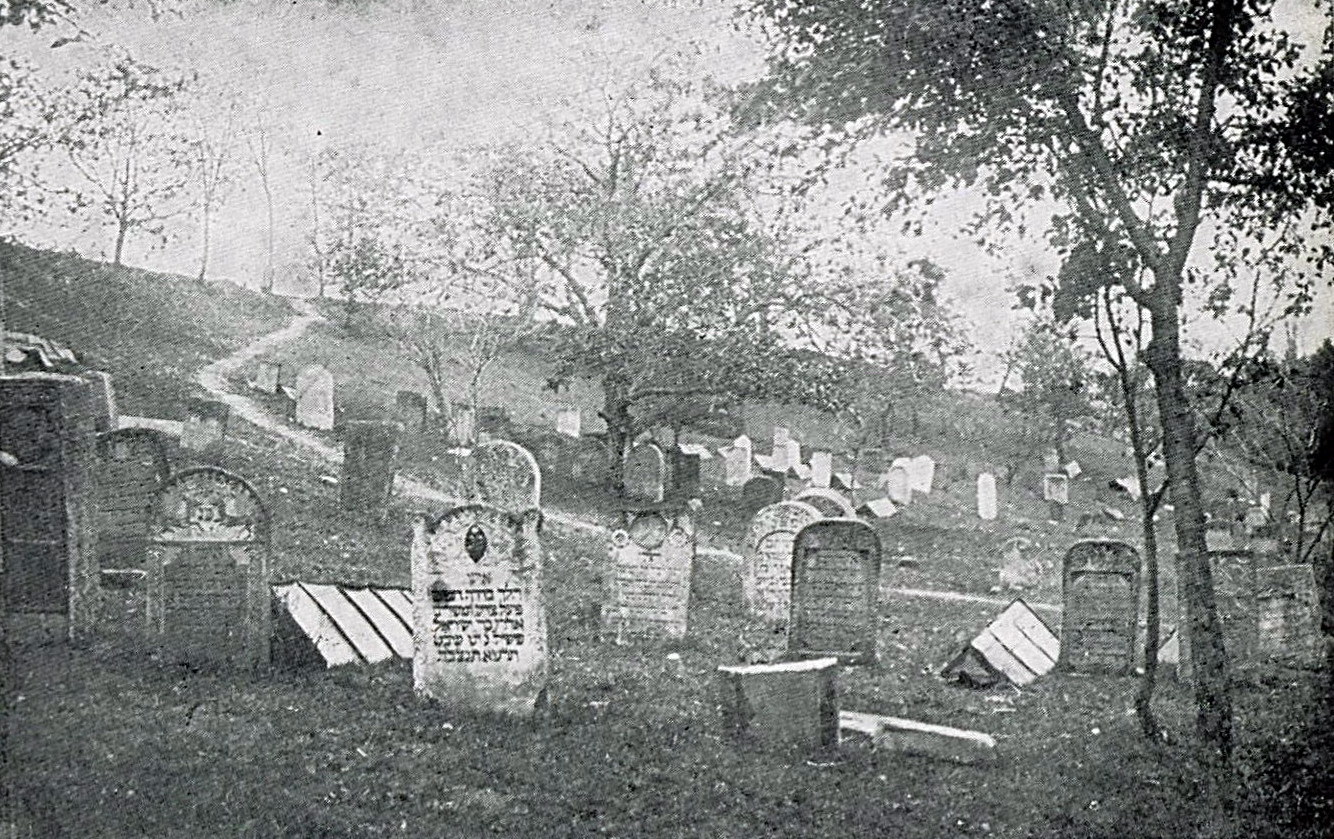
Cimitirul evreiesc

## Demografie
Componența etnică a municipiului Râmnicu Sărat
     Români (74,32%)
     Romi (9,33%)
     Alte etnii (0,06%)
     Necunoscută (16,29%)
Componența confesională a municipiului Râmnicu Sărat
     Ortodocși (82,11%)
     Alte religii (0,93%)
     Necunoscută (16,96%)
Conform recensământului efectuat în 2021, populația municipiului Râmnicu Sărat se ridică la 29.774 de locuitori, în scădere față de recensământul anterior din 2011, când fuseseră înregistrați 33.843 de locuitori. Majoritatea locuitorilor sunt români (74,32%), cu o minoritate de romi (9,33%), iar pentru 16,29% nu se cunoaște apartenența etnică. Din punct de vedere confesional, majoritatea locuitorilor sunt ortodocși (82,11%), iar pentru 16,96% nu se cunoaște apartenența confesională.

## Politică și administrație
Municipiul Râmnicu Sărat este administrat de un primar și un consiliu local compus din 19 consilieri. Primarul, Sorin-Valentin Cîrjan[*], de la Partidul Social Democrat, este în funcție din 2016. Începând cu alegerile locale din 2024, consiliul local are următoarea componență pe partide politice:
|  | Partid                          | Consilieri | Componența Consiliului | Componența Consiliului | Componența Consiliului | Componența Consiliului | Componența Consiliului | Componența Consiliului | Componența Consiliului | Componența Consiliului | Componența Consiliului | Componența Consiliului | Componența Consiliului | Componența Consiliului | Componența Consiliului |
|  | ------------------------------- | ---------- | ---------------------- | ---------------------- | ---------------------- | ---------------------- | ---------------------- | ---------------------- | ---------------------- | ---------------------- | ---------------------- | ---------------------- | ---------------------- | ---------------------- | ---------------------- |
|  | Partidul Social Democrat        | 13         |                        |                        |                        |                        |                        |                        |                        |                        |                        |                        |                        |                        |                        |
|  | Partidul Național Liberal       | 4          |                        |                        |                        |                        |                        |                        |                        |                        |                        |                        |                        |                        |                        |
|  | Alianța pentru Unirea Românilor | 2          |                        |                        |                        |                        |                        |                        |                        |                        |                        |                        |                        |                        |                        |

### Evoluție istorică
În anul 1900 trăiau în oraș 13.134 locuitori, din care circa 1500 evrei.
|  | Graficele sunt indisponibile din cauza unor probleme tehnice. Mai multe informații se găsesc la Phabricator și la wiki-ul MediaWiki. |

Date: Recensăminte sau birourile de statistică - grafică realizată de Wikipedia

## Obiective turistice
- Biserica Adormirea Maicii Domnului din Râmnicu Sărat
- Biserica „Sfinții Voievozi” - Câța din Râmnicu Sărat
- Gara Râmnicu Sărat
- Închisoarea Râmnicu Sărat
- Muzeul Municipal „Octavian Moșescu”
- Primăria Orașului din Râmnicu Sărat
- Casa Moșescu
- Palatul Lupescu

## Școli și licee
- Colegiul Național „Alexandru Vlahuță”
- Liceul Teoretic „Ștefan Cel Mare”
- Liceul Tehnologic Economic „Elina Matei Basarab”
- Liceul Tehnologic „Traian Săvulescu”
- Liceul Tehnologic „Victor Frunză”
- Școala Gimnazială „Constantin Brâncoveanu” (fosta Nr.1)
- Școala Gimnazială „Gheorghe Vernescu” (fosta Nr.2)
- Școala Gimnazială „Dr.Ilie Pavel” (fosta Nr.3)
- Școala Gimnazială „Vasile Cristoforeanu” (fosta Nr.5)
- Școala Gimnazială Nr.6
- Centrul Școlar de Educație Inclusivă
- Colegiul „Nicolae Paulescu”- școală sanitară

## Personalități
- Pavel Zăgănescu (1815 - 1897), căpitan pompier, care a luptat împotriva otomanilor în bătălia din Dealul Spirii.
- Constantin F. Robescu (1839 - 1920), inginer agronom, membru corespondent al Academiei Române.
- Nicolae Fleva (1840 - 1920), avocat, jurnalist, membru în Adunarea Deputaților și primar al Bucureștiului între anii 1884-1886.
- Ștefan Minovici (1867 - 1935), chimist, membru corespondent al Academiei Române.
- Petre Antonescu (1873 - 1965), arhitect, pedagog, restaurator de monumente istorice și academician, creatorul Arcului de Triumf, cât și a Palatului Ministerului Lucrărilor Publice din București.
- Nicolae Ciupercă (1882 - 1950), politician, general și ministru de război al României în perioada 1938-1939.
- Florica Cristoforeanu (1887 - 1960), cântăreață de operă, operetă și lied.
- Ion Glogojanu (1888 - 1941), general și comandant militar al Odesei.
- Traian Săvulescu (1889 - 1963), biolog și botanist, fondator al Școlii românești de fitopatologie, membru și președinte al Academiei Române, deputat în Marea Adunare Națională între anii 1952-1957.
- Petre Iorgulescu-Yor (1890 - 1939), pictor;
- Constantin Paraschivescu-Bălăceanu (1893 - 1979), avocat, jurist, deputat în Marea Adunare Națională, președinte al baroului București, președinte al Colegiului avocaților din România și profesor la Facultatea de Drept a Universității din București;
- Octavian Moșescu (1894 - 1982), publicist, editor, memorialist, colecționar de artă și poet;
- Mircea Constantinescu (1904-1972), actor de film.
- Gheorghe Manea (1904 - 1978), inginer, membru corespondent al Academiei Române;
- Stelian Cucu (1904 - 1985), profesor, poet, eseist, traducător;
- Saul Steinberg (1914 - 1999), desenator și grafician american născut în Râmnicu Sărat, faimos pentru lucrările sale publicate în ziarul american The New Yorker.
- Hugo Râmniceanu (1917 - 2008), om de afaceri evreu;
- Costin Murgescu (1919 - 1989), economist, diplomat, academician.
- Teodor Oroveanu (1920 - 2005), inginer, membru corespondent al Academiei Române.
- Aristide Halanay (1924 - 1997), matematician, profesor emerit al Universității din București;
- Titel Constantinescu (1927 - 1999), scriitor, regizor;
- Ioan Mușat (n. 1928- 2002), amiral, comandant al Marinei Militare Române în perioada 1979-1989.
- Elena Forțu (n. 1929), pictoriță, creatoare de costume de teatru și film.
- Constantin Doldur (n. 1939), jurist român, judecător la Curtea Constituțională a României (1998-2006).
- Negoiță Lăptoiu (n.1939), istoric, critic de artă, profesor universitar la Facultatea de Arte Vizuale din Oradea;
- Smaranda Oțeanu-Bunea (n. 1941), compozitoare română, critic muzical, membru al Uniunii Compozitorilor și Muzicologilor din România și al Uniunii Ziariștilor Profesioniști din România;
- Virgil Diaconu (n. 1948), scriitor;
- Dumitru Pîslaru (n. 1950), deputat, fost ambasador al României în Algeria;
- Valeriu Sterian (1952 - 2000), compozitor și interpret de muzică folk;
- Pompiliu Iordache⁠(d) (1954 - 2006), fotbalist;
- Adrian Oțoiu (n. 1958), prozator, eseist, traducător.
- Maria Bitang (n. 1962), antrenoare de gimnastică a României, consilier de stat pentru promovarea sportului.
- Laura Popescu (n. 1972), diplomat, ambasador al României în Regatul Unit al Marii Birtanii;
- Romeo Bunică (n. 1974), fotbalist.
- Răzvan Dincă (n. 1976), avocat, profesor universitar și decan al Facultății de Drept a Universității din București;